# Марк Метилий (трибун 416 пр.н.е.)
Марк Метилий (на латински: Marcus Metilius) е политик на Римската република през 5 век пр.н.е. Произлиза от фамилията Метилии от Алба Лонга.
През 416 пр.н.е. той е народен трибун с колега Луций Мецилий. През тази година консулски военни трибуни са Марк Папирий Мугилан, Спурий Навций Рутил, Авъл Семпроний Атрацин и Квинт Фабий Вибулан Амбуст.